# Eddy Agramonte
Eddy Agramonte – dominikański zapaśnik walczący w stylu wolnym. Zajął ósme miejsce na igrzyskach panamerykańskich w 2008. Brązowy medalista mistrzostw panamerykańskich w 2006 roku.